# Hase (rzeka)
Hase – rzeka w Niemczech, na terenie Dolnej Saksonii. Jej długość wynosi 193 km. Źródło Hase znajduje się w Lesie Teutoburskim, pomiędzy miejscowościami Wellingholzhausen i Dissen am Teutoburger Wald. Połączona jest za pomocą kanału Else z dorzeczem Wezery. Stanowi prawy dopływ Ems, do której uchodzi w pobliżu miasta Meppen.

## Miejscowości nad Hase
- Melle
- Osnabrück

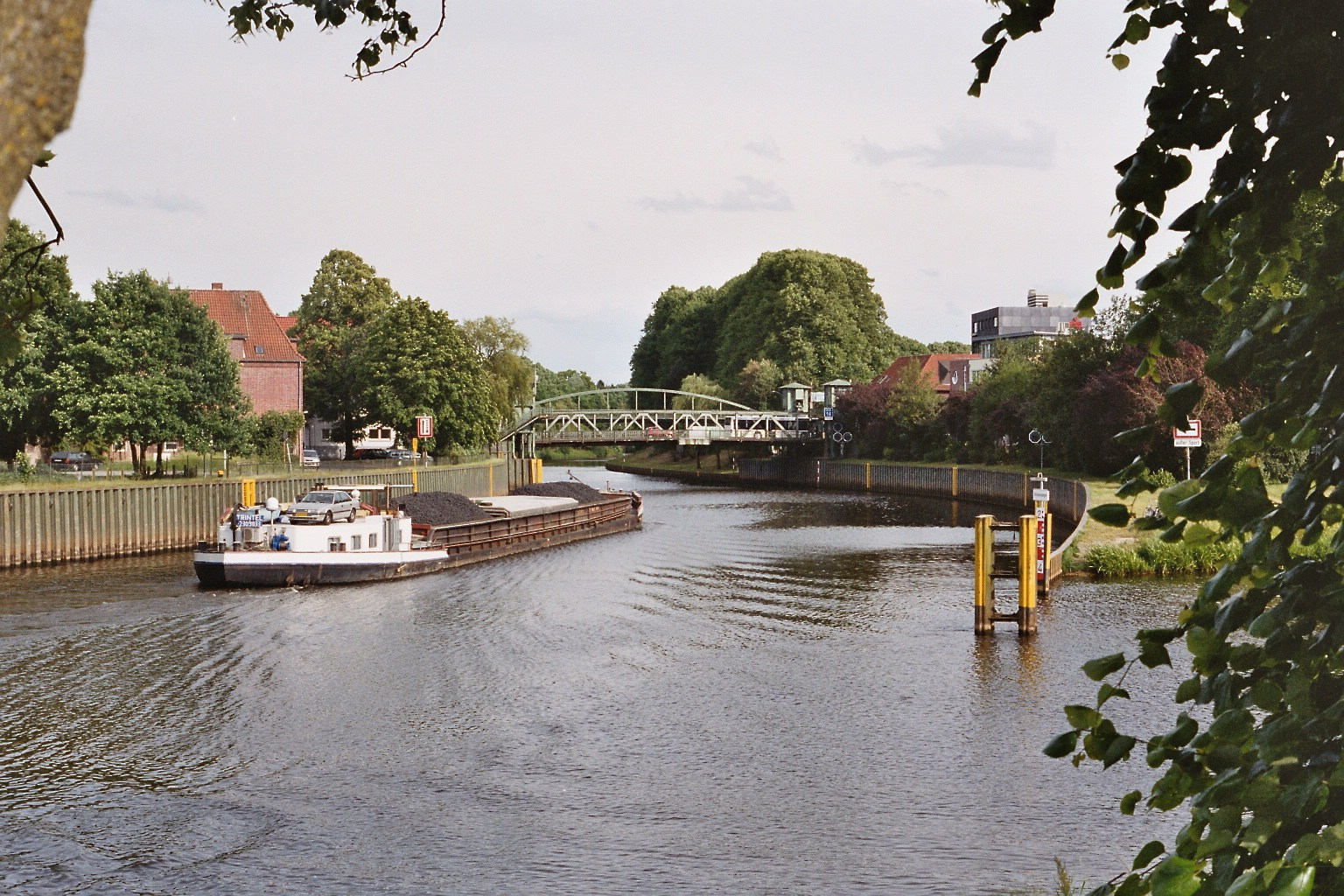
Ujście Hase do Ems w Meppen

- Bramsche – na południu miasta rzeka krzyżuje się z Kanałem Śródlądowym
- Neuenkirchen-Vörden
- Bersenbrück
- Badbergen
- Quakenbrück
- Menslage
- Löningen
- Herzlake
- Haselünne
- Meppen